# IES Perdouro
El Instituto de Educación Secundaria Perdouro es un centro educativo público ubicado en Burela (Lugo) que imparte enseñanzas de Educación Secundaria Obligatoria (ESO), Bachillerato y Ciclos Formativos de Grado Medio y Superior, y Formación Profesional Básica de Fabricación y Montaje y de Administración y Servicios. Para el curso 2022-23, ofertan el Ciclo Superior de Mecatrónica industrial. Además, desarrollan el programa CUALE para la formación complementaria en lenguas extranjeras, con el que obtener el nivel B1 de portugués.
Depende de la Consejería de Educación del Gobierno gallego.

## Historia
A mediados de los años 70, los estudiantes de Burela que terminaban su Educación General Básica, debían desplazarse a otras localidades si querían continuar su formación; unas cercanas (Ribadeo, Mondoñedo o Vivero) y otras más alejadas, como Lugo o La Coruña. En 1973, el Ministerio de Educación y Ciencia dio los primeros pasos, solicitando al entonces Ayuntamiento de Cervo la cesión de terrenos para construir en Burela un Centro de Bachillerato Unificado y Polivalente. Hubo varias ofertas de vecinos para vender fincas destinadas a la construcción de este Centro, y de una Escuela de Formación Profesional. El 12 de marzo de 1975, el Pleno del Ayuntamiento aprobó la adquisición de unas fincas en la zona de Os Matos, a las afueras del pueblo. En 1978 se publicó el Real Decreto 2045/1978, de 29 de junio, que ponía en marcha este Centro Nacional de Formación Profesional.
La inauguración fue el 7 de octubre de 1978, que sería recogida por el diario regional El Progreso al día siguiente:

A las cinco de la tarde de ayer, fueron inaugurados el Instituto Nacional de Bachillerato Mixto de Burela, y el Centro de Formación Profesional de Primero y Segundo Grado.

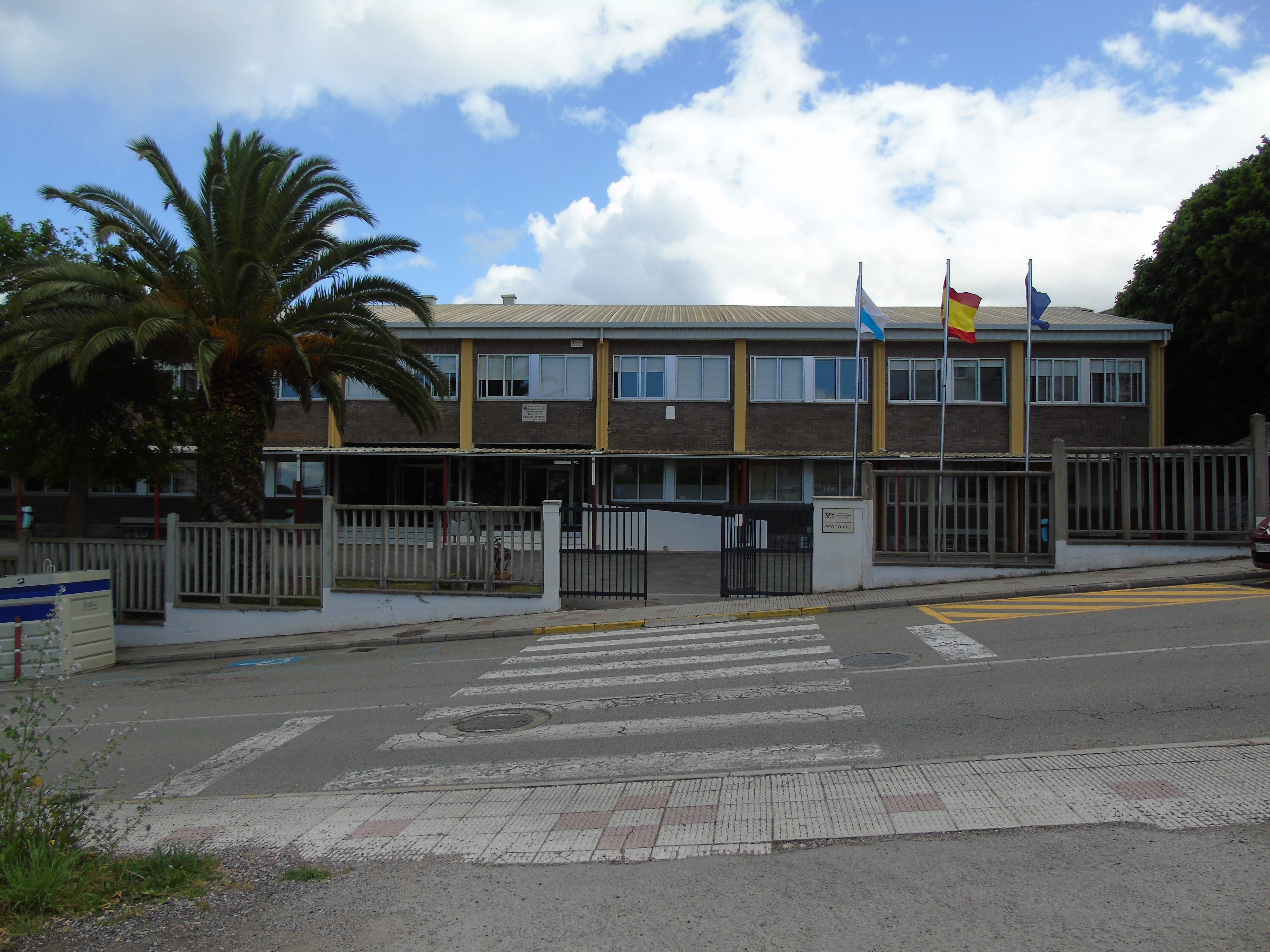
Entrada principal. Edificio 1

En los años 80, se concedió al centro la Rama de Peluquería y Estética. También se crea a comienzos del curso 1986-1987, el Consejo Escolar, con representantes de la comunidad docente y no docente, alumnado, progenitores y el Ayuntamiento; en él se informó del acuerdo de los directores de los centros de FP de Vivero, Burela, Foz y Ribadeo, para la creación de la revista gratuita bimensual Formación Profesional da Mariña, cuyo primer número realizó íntegramente el por entonces llamado Instituto de Formación Profesional de Burela. A partir del curso 1987-1988, el centro contaba también con una emisora de radio.
A comienzos de los años 90, entraba en vigor la nueva ley educativa: la LOGSE. Con ella, el centro empezaría a ofertar la Educación Secundaria Obligatoria, Bachillerato y los Ciclos Formativos de Grado Medio y Superior. En el curso 1996-1997, el Consejo Escolar propone el actual nombre: IES Perdouro. Dos cursos después, se incorpora el Primer Ciclo (1º y 2º) de ESO, para el que el centro empleó temporalmente parte de las instalaciones del cercano Colegio Público Vista Alegre.
En 2016, se realizaron obras de ampliación en el centro para implantar la FP Básica.

## Proyectos

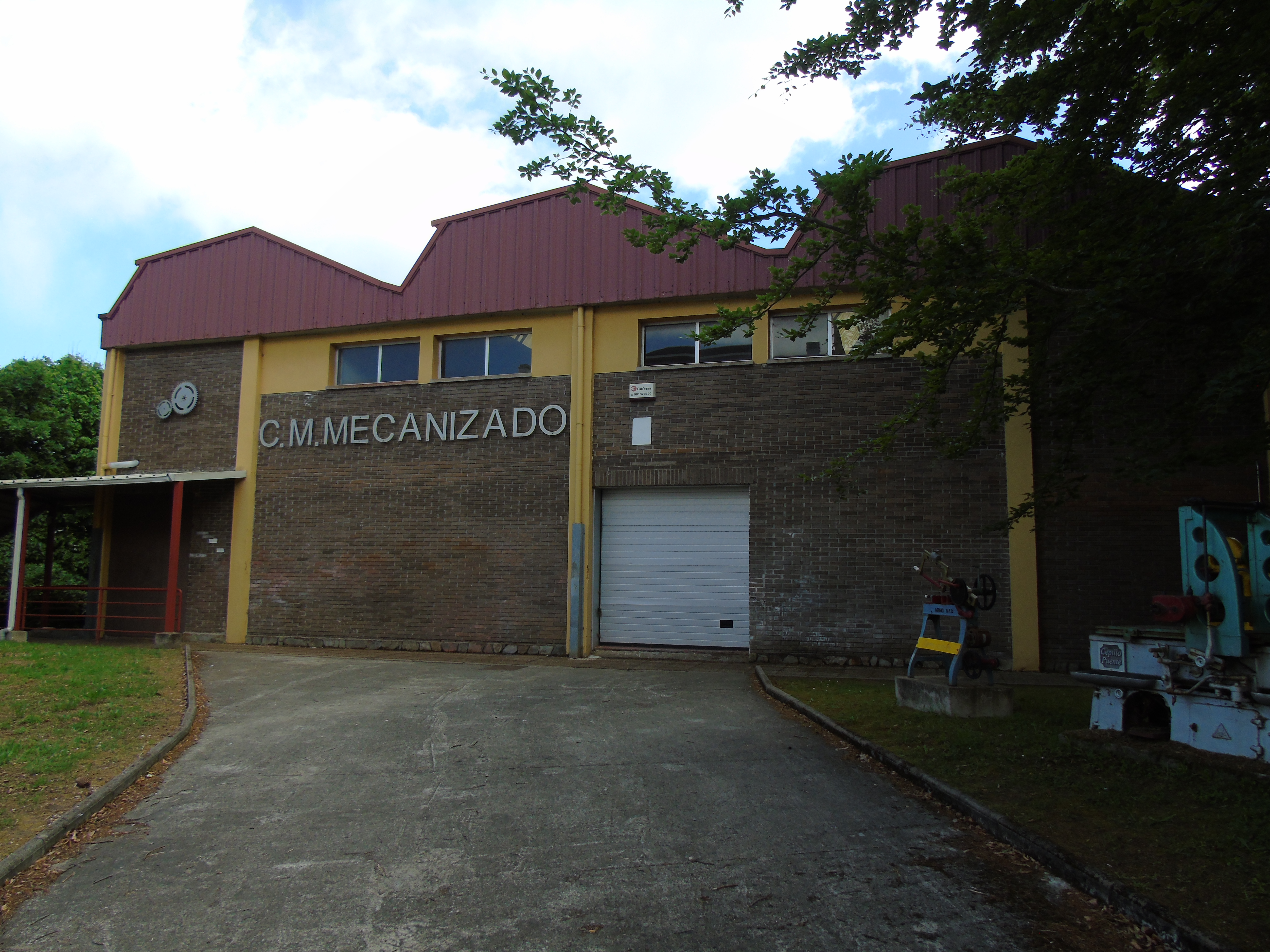
Edificio 3, donde se imparte el Ciclo de Mecanizado.

El centro realizó varias ediciones de Encontros de Banda Deseñada, en los que se organizó un concurso de cómic.
Entre las actividades solidarias llevadas a cabo por el centro, destacan las siguientes:
- Na Casa de Papel: donaciones al Banco de Alimentos, la Cruz Roja, Cáritas y el Ayuntamiento de Burela.[13] Ganó el Premio a la Solidaridad y a los Derechos Humanos de la Red Española Aprendizaje-Servicio.[14][15]
- Elaboración de 1000 grullas de papel, en solidaridad con Japón, por el Accidente nuclear de Fukushima I.[16]

La biblioteca del centro es una de las colaboradoras en la Microrrede A Mariña, un proyecto colaborativo de las bibliotecas escolares de la comarca, que realizan diversos proyectos comunes, como algunas exposiciones.
El centro también participó en el documental Cancelo Gurriarán (Hashtag Gurriarán), de Kaito Estudios, dirigido por Santiago Raimundi y emitido por la Televisión de Galicia. Estaba dedicado a Florencio Delgado Gurriarán, escritor al que se dedicó el Día de las Letras Gallegas de 2022.

### Asociación CulturalOs Matos
En diciembre de 1993 se puso en marcha la Asociación Cultural Os Matos para dinamizar las actividades extraescolares del centro. Además de diversas actividades culturales, pusieron en marcha a partir de 1995 el Cine-Club Os Matos, la revista Maruxía (editada por la comunidad educativa) y la edición en 1998 del libro IES Perdouro, 20 años de vida. También destaca el Encuentro Multilateral Europeo, que reunió en Burela alumnado de Alemania, Bélgica, Italia y España.
La asociación también entrega premios en deportes (baloncesto o fútbol sala) y diversos juegos (damas, ajedrez y puzles).

### Modelo Burela

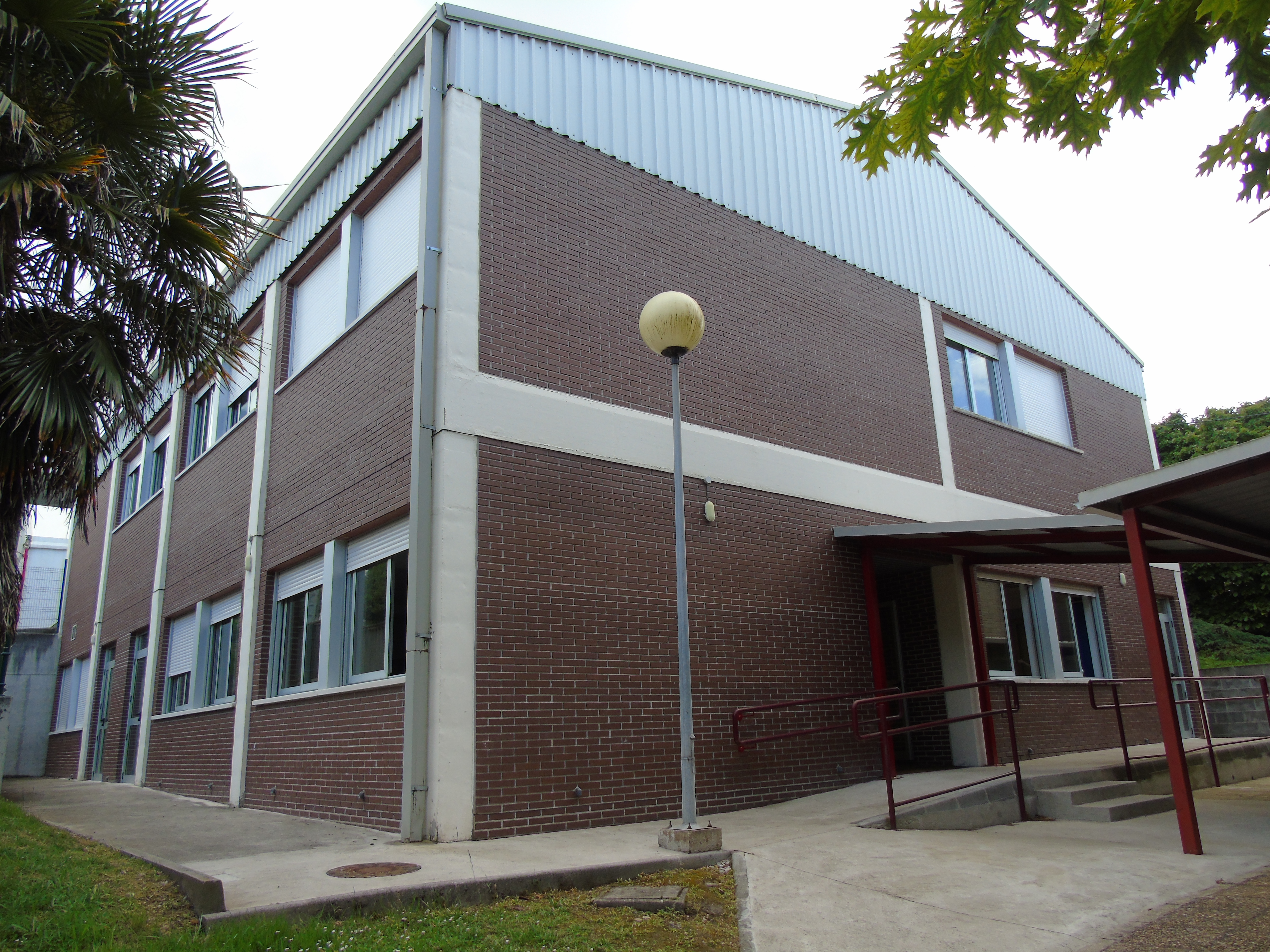
Edificio 4.

La localidad de Burela tiene una gran diversidad en cuanto al origen de sus habitantes, pero de sus 42 nacionalidades destaca (tras la española, obviamente), la población procedente de la República de Cabo Verde.
Desde 2008 se pone en marcha en el centro el Modelo Burela, primer proyecto de planificación lingüística aprobado por unanimidad en un pueblo gallego y orientado a la comunidad procedente de Cabo Verde, impulsado por profesores como Bernardo Penabade o Karina Parga. Desde 2012 coordinan en la emisora municipal Radio Burela el programa radiofónico Proxecto Neo, centrado en las experiencias de personas neohablantes del gallego. El programa se remite posteriormente en dos radios comunitarias: Cuac FM y Rádio Filispim.
La experiencia del centro en radio permitió que ganasen premios relacionados con este medio de comunicación, como el concurso Educación sin fronteras, o la fase autonómica del certamen radiofónico O galego na onda (El gallego en la onda).
En 2011, se grabó un largometraje-documental en el centro sobre el Modelo Burela, dirigido por Matías Nicieza, con guion del profesor Bernardo Penabade. En 2022, el primer capítulo del documental Aquí medra a lingua (en castellano, Aquí crece la lengua) realizado por el Consello da Cultura Galega, está dedicado al Modelo Burela.
El 14 de marzo de 2023, se celebró en la Biblioteca del IES Perdouro el I Día de la Literatura Caboverdiana, con la lectura continuada del libro Chiquinho de Baltasar Lopes da Silva, escrita en criollo caboverdiano. En la lectura participó buena parte del personal del centro (docente y no docente, alumnado y familias), además de personalidades de la cultura local, y de la política como el Alcalde de Burela Alfredo Llano; o el Diputado Nacional para la Diáspora de Cabo Verde, Francisco Pereira.
El modelo recibió varios premios:
- 2015. Uno de sus trabajos, Neofalantes iniciais: da alfabetización á fluidez comunicativa (Neohablantes iniciales: de la alfabetización a la fluidez comunicativa) recibió el premio de innovación educativa del Gobierno gallego.[45]

- 2016. La Fundación Donostia reconoció al Modelo Burela como una de las ocho iniciativas gallegas inspiradoras para otras comunidades lingüísticas.[46][47]

- 2019. Premio Mil Primaveras.[48][49]

Otra iniciativa para favorecer la integración de esta comunidad fue impartir clases para docentes sobre lengua y cultura de Cabo Verde.

## Actividades complementarias
El alumnado del IES Perdouro participa de forma periódica en distintos torneos, como:
- La Olimpiada Científica Juvenil Española,[51] la de Química,[52] la de Matemática[53] y la de Geología.[54]
- El Concurso-Exposición Letras Galegas 2014.[55]
- El Certamen literario Trapero Pardo.[56][57]
- 2022: El programa de educación financiera Segura-Mente,[58] y el programa Generación ECO.[59][60]

## Galería de máquinas expuestas

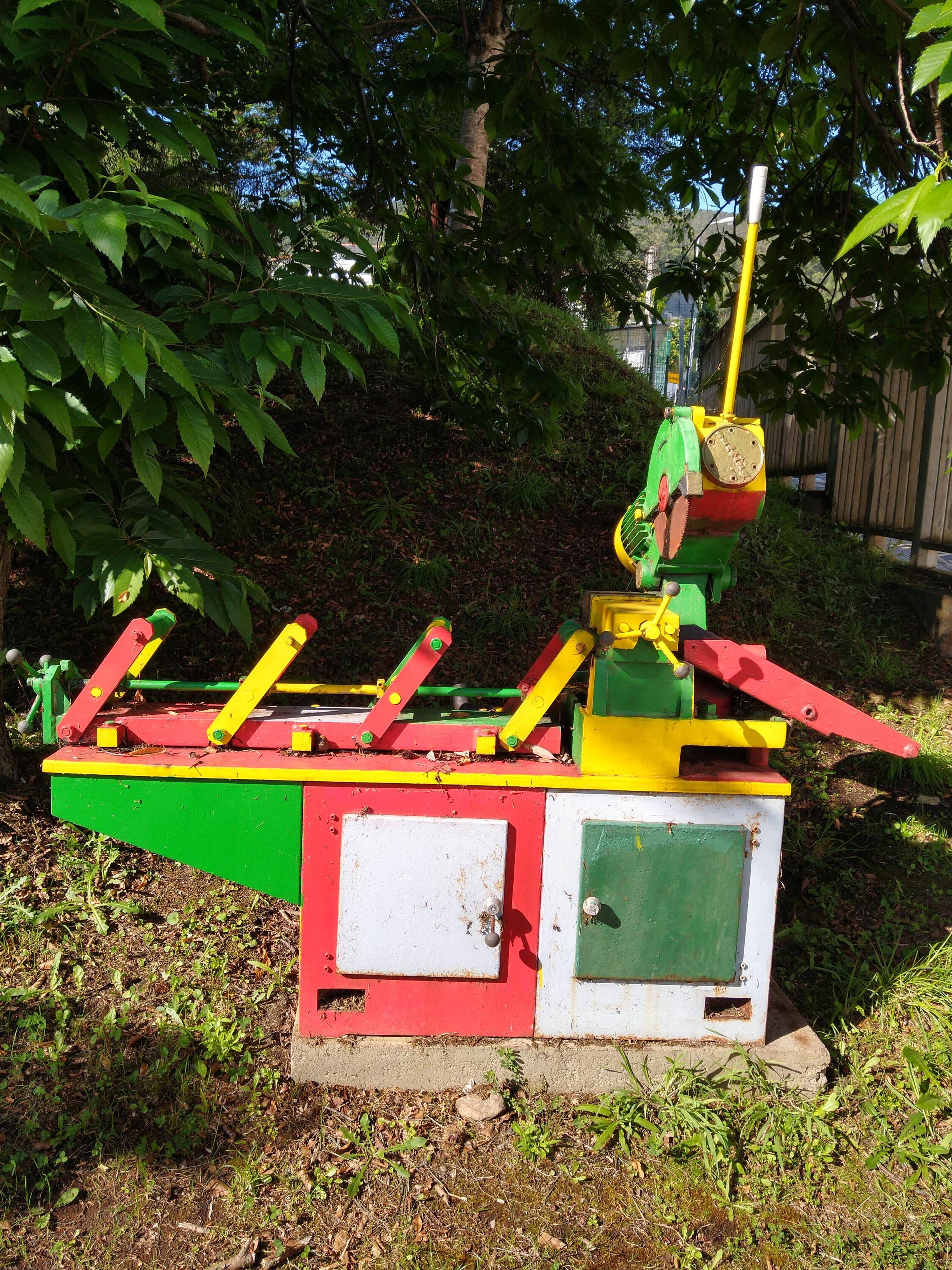
Sierra de disco
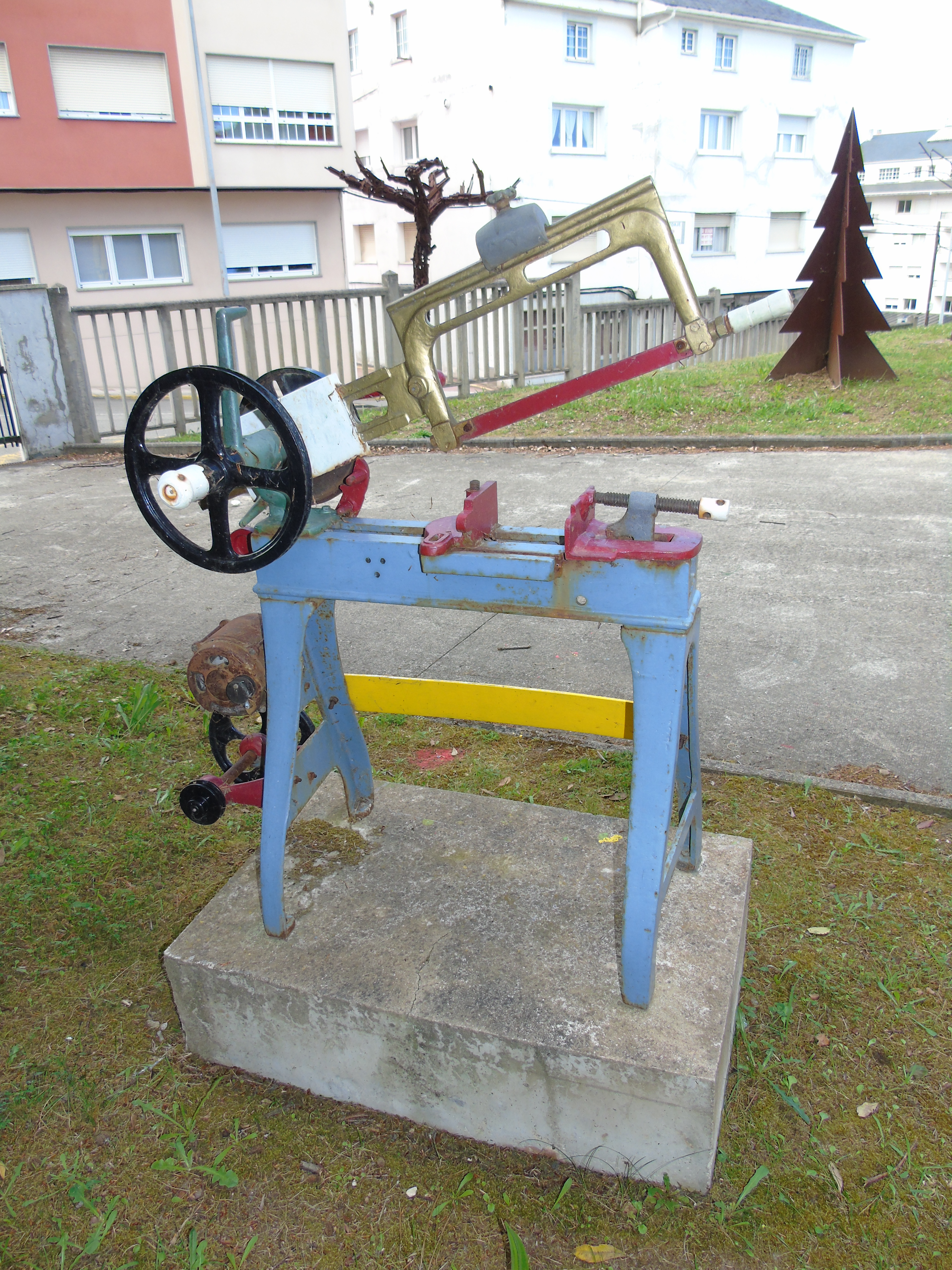
Sierra vaivén
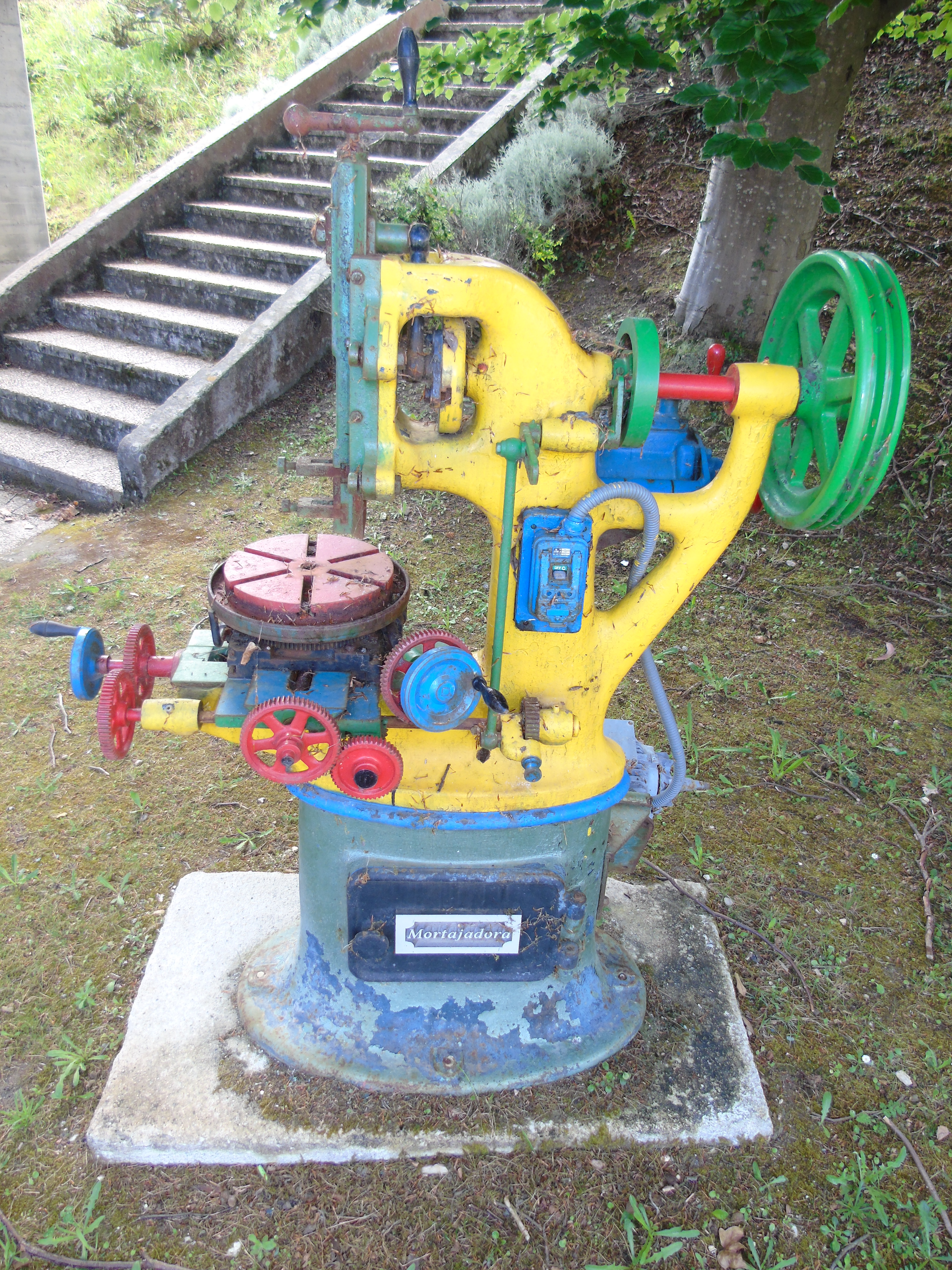
Mortajadora
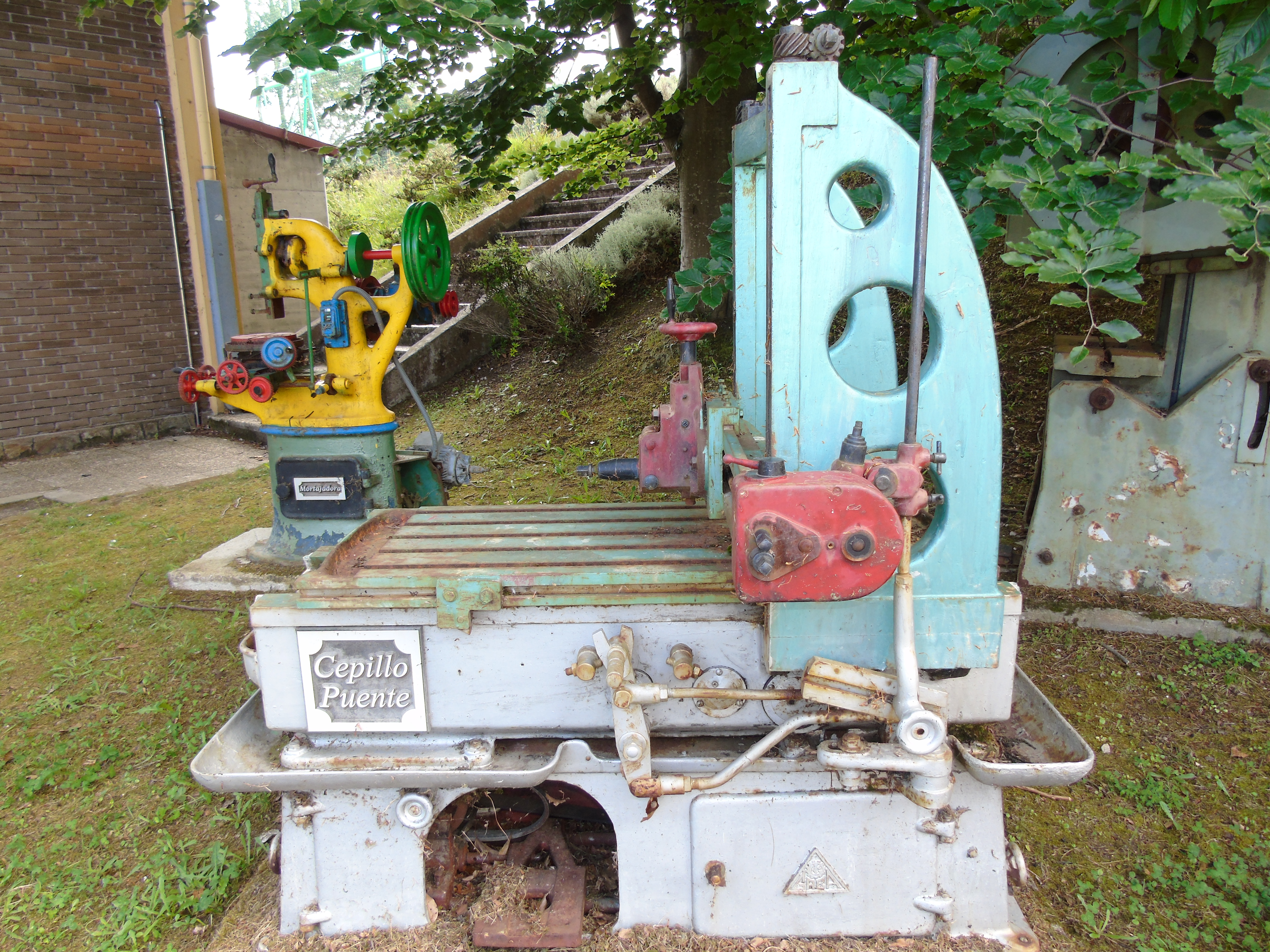
Cepillo puente
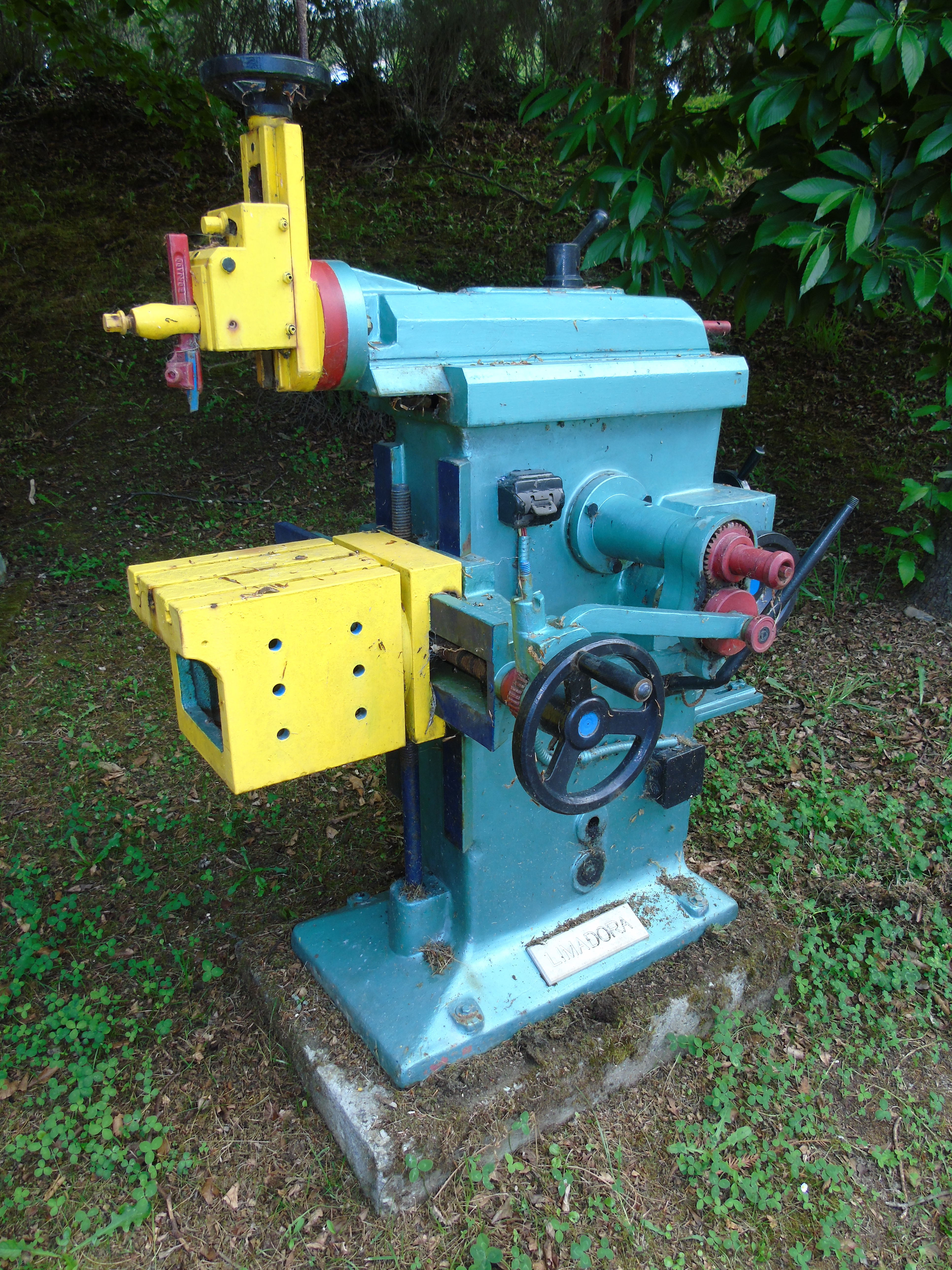
Limadora
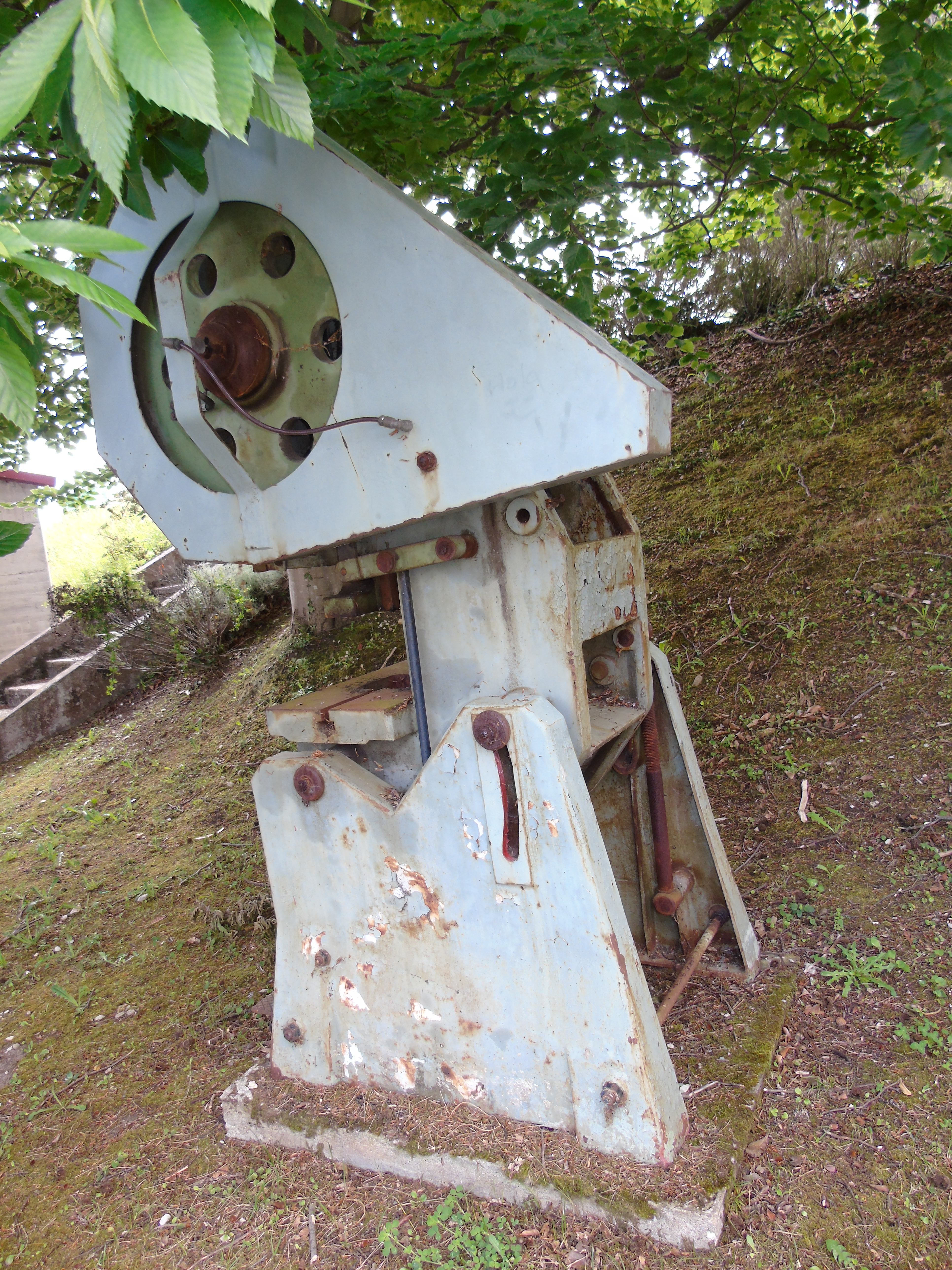
Troquel